# 톤 로센달

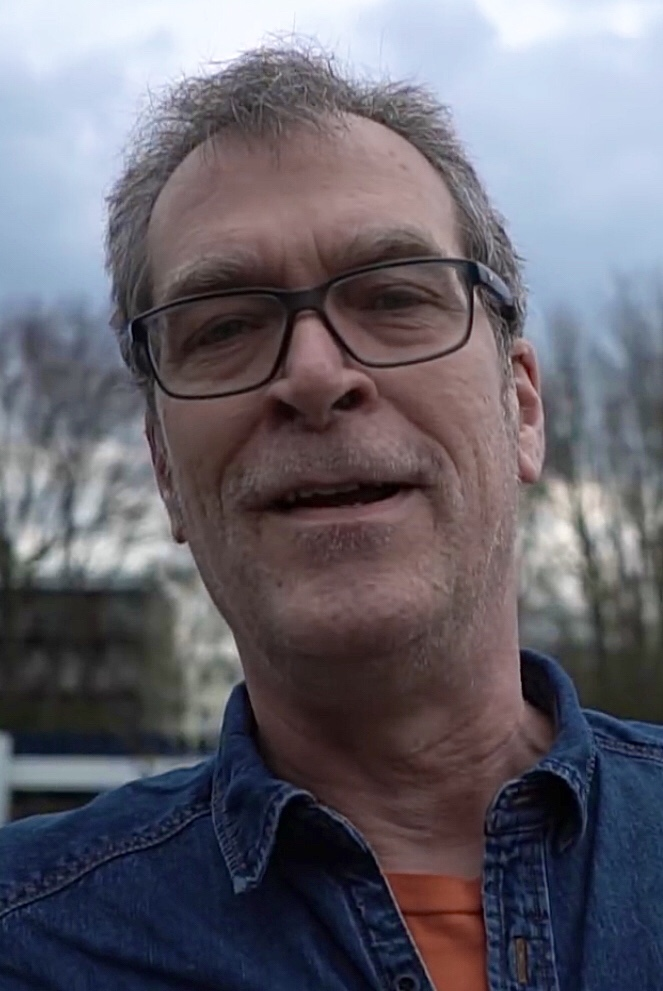

톤 로센달(Ton Roosendaal, 1960년 3월 20일 ~)은 네덜란드인 소프트웨어 개발자이자 영화 프로듀서이다. 오픈 소스 3차원 제작 제품군 블렌더와 트레이시스(Traces. 블렌더의 전신인 아미가의 레이 트레이서)의 원 개발자로 알려져 있다. 블렌더 재단의 설립자이자 의장이기도 하며 대형 오픈 콘텐트 프로젝트를 선구적으로 개척하였다. 2007년, 블렌더 인스티튜트를 암스테르담에 설립하였고 여기서 그는 블렌더 개발을 조율하고 매뉴얼과 DVD 트레이닝을 출판하고 3차원 애니메이션 및 게임 프로젝트를 조직하였다.